# Daniel Veyt
Daniel Veyt (9 de dezembro de 1956) é um ex-futebolista belga que competiu na Copa do Mundo FIFA de 1986.